# Georgië op de Olympische Spelen

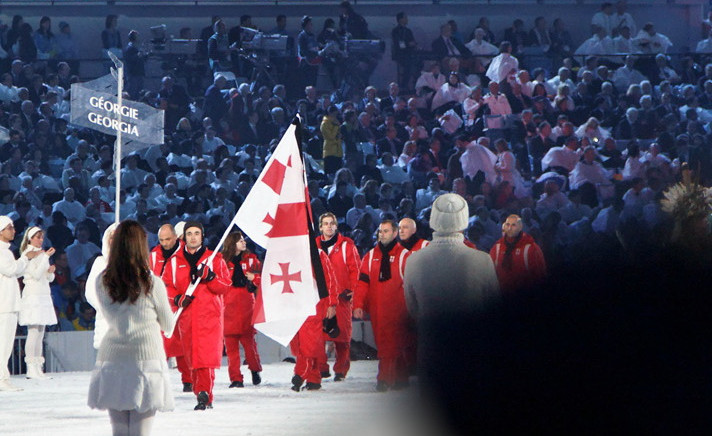
Het Georgische team bij de opening van de Winterspelen

Georgië is een van de landen die deelneemt aan de Olympische Spelen. Georgië debuteerde op de Winterspelen van 1994. Twee jaar later, in 1996, kwam het voor het eerst uit op de Zomerspelen.
Tot 1991 was het land als de SSR Georgië onderdeel van de Sovjet-Unie en namen de Georgiërs (eventueel) deel als lid van het Sovjetteam. In 1992 werd er op de Zomerspelen deelgenomen met het Gezamenlijk team op de Olympische Spelen.
In 2022 deed Georgië voor de achtste keer aan de Winterspelen, in Parijs voor de achtst keer mee aan de Zomerspelen. In totaal werden er 47 medailles (13-15-19) gewonnen, alle op de Zomerspelen. Deze werden in de vijf olympische sporten Boksen, Gewichtheffen, Judo, Shietsport en Worstelen behaald. Meervoudige medaillewinnaars zijn worstelaar Eldari Koertanidze (1996, 2000), gewichtheffer Giorgi Asanidze (2000, 2004), worstelaar Giorgi Gogsjelidze (2008, 2012) en judoka Lasja Sjavdatoeasjvili (2012, 2016). In 2008 behaalde Nino Saloekvadze (10 m luchtpistool in de schietport) als eerste -en tot nu toe enige- vrouw een medaille.

## Medailles en deelnames

### Overzicht
De tabel geeft een overzicht van de jaren waarin werd deelgenomen, het aantal gewonnen medailles en de eventuele plaats in het medailleklassement.
| Zomerspelen | Zomerspelen | Zomerspelen | Zomerspelen | Zomerspelen | Zomerspelen |        | Winterspelen | Winterspelen | Winterspelen | Winterspelen | Winterspelen | Winterspelen |
| Jaar        | Goud        | Zilver      | Brons       | Totaal      | Rang        | Jaar   | Goud         | Zilver       | Brons        | Totaal       | Rang         |              |
| 1996        | 0           | 0           | 2           | 2           | 68          | 1994   | 0            | 0            | 0            | 0            | -            |              |
| 2000        | 0           | 0           | 6           | 6           | 68          | 1998   | 0            | 0            | 0            | 0            | -            |              |
| 2004        | 2           | 2           | 0           | 4           | 32          | 2002   | 0            | 0            | 0            | 0            | -            |              |
| 2008        | 3           | 2           | 2           | 7           | 26          | 2006   | 0            | 0            | 0            | 0            | -            |              |
| 2012        | 1           | 2           | 3           | 6           | 39          | 2010   | 0            | 0            | 0            | 0            | -            |              |
| 2016        | 2           | 1           | 4           | 7           | 38          | 2014   | 0            | 0            | 0            | 0            | -            |              |
| 2020        | 2           | 5           | 1           | 8           | 33          | 2018   | 0            | 0            | 0            | 0            | -            |              |
| 2024        | 3           | 3           | 1           | 7           | 24          | 2022   | 0            | 0            | 0            | 0            | -            |              |
| Totaal      | 13          | 15          | 19          | 47          |             | Totaal | 0            | 0            | 0            | 0            |              |              |
| Tot. Z+W    | 13          | 15          | 19          | 47          |             |        |              |              |              |              |              |              |

Afghanistan · Albanië · Algerije · Amerikaans-Samoa · Amerikaanse Maagdeneilanden · Andorra · Angola · Antigua en Barbuda · Argentinië · Armenië · Aruba · Australië · Azerbeidzjan · Bahama's · Bahrein · Bangladesh · Barbados · België · Belize · Benin · Bermuda · Bhutan · Bolivia · Bosnië en Herzegovina · Botswana · Brazilië · Britse Maagdeneilanden · Brunei · Bulgarije · Burkina Faso · Burundi · Cambodja · Canada · Centraal-Afrikaanse Republiek · Chili · China · Chinees Taipei · Colombia · Comoren · Congo-Brazzaville · Congo-Kinshasa · Cookeilanden · Costa Rica · Cuba · Cyprus · Denemarken · Djibouti · Dominica · Dominicaanse Republiek · Duitsland · Ecuador · Egypte · El Salvador · Equatoriaal-Guinea · Eritrea · Estland · Ethiopië · Fiji · Filipijnen · Finland · Frankrijk · Gabon · Gambia · Georgië · Ghana · Grenada · Griekenland · Groot-Brittannië · Guam · Guatemala · Guinee · Guinee-Bissau · Guyana · Haïti · Honduras · Hongarije · Hongkong · Ierland · IJsland · India · Indonesië · Irak · Iran · Israël · Italië · Ivoorkust · Jamaica · Japan · Jemen · Jordanië · Kaaimaneilanden · Kaapverdië · Kameroen · Kazachstan · Kenia · Kirgizië · Kiribati · Koeweit · Kosovo · Kroatië · Laos · Lesotho · Letland · Libanon · Liberia · Libië · Liechtenstein · Litouwen · Luxemburg · Madagaskar · Malawi · Malediven · Maleisië · Mali · Malta · Marokko · Marshalleilanden · Mauritanië · Mauritius · Mexico · Micronesië · Moldavië · Monaco · Mongolië · Montenegro · Mozambique · Myanmar · Namibië · Nauru · Nederland · Nepal · Nicaragua · Nieuw-Zeeland · Niger · Nigeria · Noord-Korea · Noord-Macedonië · Noorwegen · Oeganda · Oekraïne · Oezbekistan · Oman · Oost-Timor · Oostenrijk · Pakistan · Palau · Palestina · Panama · Papoea-Nieuw-Guinea · Paraguay · Peru · Polen · Portugal · Puerto Rico · Qatar · Roemenië · Rusland · Rwanda · Saint Kitts en Nevis · Saint Lucia · Saint Vincent en de Grenadines · Salomonseilanden · Samoa · San Marino · Saoedi-Arabië · Sao Tomé en Principe · Senegal · Servië · Seychellen · Sierra Leone · Singapore · Slovenië · Slowakije · Somalië · Spanje · Sri Lanka · Soedan · Suriname · Swaziland · Syrië · Tadzjikistan · Tanzania · Thailand · Togo · Tonga · Trinidad en Tobago · Tsjaad · Tsjechië · Tunesië · Turkije · Turkmenistan · Tuvalu · Uruguay · Vanuatu · Venezuela · Verenigde Arabische Emiraten · Verenigde Staten · Vietnam · Wit-Rusland · Zambia · Zimbabwe · Zuid-Afrika · Zuid-Korea · Zuid-Soedan · Zweden · Zwitserland
Historische landen: Bohemen · Bondsrepubliek Duitsland · Brits-Indië · Duitse Democratische Republiek · Joegoslavië · Malaya · Nederlandse Antillen · Noord-Borneo · Noord-Jemen · Saarland · Servië en Montenegro · Sovjet-Unie · Tsjecho-Slowakije · West-Indische Federatie · Zuid-Jemen
Bijzondere deelnames: Onafhankelijke olympische atleten · Vluchtelingenteam 
 Australazië · Duits Eenheidsteam · Gemengd team · Gezamenlijk Team